# Filomena Nitti
Filomena Nitti (Napoli, 10 gennaio 1909 – Roma, 7 ottobre 1994) è stata una biochimica e farmacologa italiana naturalizzata francese.
Antifascista, pioniera della chimica terapeutica. Le sue ricerche sui sulfamidici e sui curari di sintesi, condotte con il marito Daniel Bovet, sono state fondamentali nella storia della farmacologia e della medicina.

## Biografia
Filomena Nitti era la figlia minore del meridionalista, statista antifascista ed ex Presidente del Consiglio dei ministri Francesco Saverio Nitti, e di Antonia Persico, donna molto colta, figlia a sua volta del giurista e poeta Federico Persico.
Filomena Nitti nacque a Napoli il 10 gennaio 1909 e trascorse l'infanzia nella città partenopea con i suoi fratelli più grandi Vincenzo, Giuseppe, Maria Luigia e Federico Nitti (a quest'ultimo legherà la sua vita professionale) e i nonni.
Tra il 1922 e il 1923 la famiglia Nitti subì diverse aggressioni fasciste: la prima nella villa estiva, Villa Nitti ad Acquafredda di Maratea, poi nella casa romana di Francesco Saverio Nitti e Antonia Persico. Anche a Napoli, Filomena e i suoi fratelli furono bersaglio di continue aggressioni verbali e provocazioni persino a scuola. Nel 1923 i Nitti furono così costretti all'esilio, prima a Zurigo e poi a Parigi.
A Parigi, Filomena Nitti frequentò il liceo Sévigné e poi si iscrisse alla facoltà di scienze naturali, specializzandosi in chimica biologica. Il suo scopo era imparare un mestiere che le consentisse poi di tornare in Italia a guerra finita e dare il suo contributo alla rinascita del paese.
Nel 1930 entrò nella Jeunesse del partito comunista francese e nel 1931 sposò Stephan Walter Freund, giornalista ebreo di origine polacca che aveva tradotto i Principi di scienza delle finanze di suo padre, Francesco Saverio Nitti. Al matrimonio, che durerà pochi anni, parteciparono come testimoni il socialista Filippo Turati, l'antifascista Gaetano Salvemini, l'allora ex primo ministro Gerges Clemenceau e il matematico Paul Painlevé. Dal matrimonio nacquero Francesco e Jean-Paul, conosciuto in Italia come Gian Paolo Nitti, che morirà prematuramente in un incidente d'auto.
Dopo la laurea, nel 1935, Filomena Nitti partì per la Russia, dove lavorò per due anni al Journal de Moscou e con il Soccorso Rosso Internazionale, diretto dalla rivoluzionaria Elena Dmitrievna Stasova.
Dopo il divorzio con Freund, alla fine del 1936, Filomena Nitti ritornò a Parigi e cominciò a lavorare per diverse farmacie parigine come analista chimica. Poi nel 1938 cominciò a lavorare all'Istituto Pasteur, nel Laboratorio di chimica terapeutica diretto da un dei padri della chemioterapia, Ernest Fourneau, dove lavoravano già anche suo fratello Federico Nitti e il biochimico e futuro premio Nobel Daniel Bovet.
Da quel momento Filomena Nitti e Daniel Bovet condivisero il resto della loro vita sentimentale e professionale. Nel 1939 si sposarono e nello stesso anno nacque il loro unico figlio: Daniel-Pierre. Nello stesso anno tutta la famiglia Nitti ottenne la cittadinanza francese.
Filomena Nitti restò all'Istituto Pasteur con il fratello Federico e il marito Daniel Bovet fino al 1947: il trio lavorò sui sulfamidici e la penicillina, e Filomena si specializzò anche sui sieri antiveleno. Durante il secondo conflitto mondiale, i tre prepararono anche 200 000 fiale di siero antitetano e una tonnellata di sulfamidici per i soldati al fronte: un impegno civile che varrà una medaglia al valore solo a Bovet.
Nel 1947, Filomena Nitti, suo fratello Federico e Daniel Bovet tornarono in Italia, chiamati da Domenico Marotta a lavorare nel neonato Laboratorio di chimica terapeutica dell'Istituto Superiore di Sanità (ISS). Federico morì prematuramente per una tubercolosi fulminante, infettandosi accidentalmente con uno dei ceppi del batterio della tubercolosi coltivati nelle capsule Petri a Parigi.
All'ISS Filomena Nitti lavorò sotto la direzione di Daniel Bovet: i coniugi erano noti ormai a livello internazionale nel loro campo e non solo, e lavoravano in questi anni al fianco di scienziati e premi Nobel del calibro di Ernst Boris Chain, Victor Whittaker, Maurice Rapport, Moses Shelsnyak, Ralph Kohn, James McGaugh e Otto Orsingher. A Filomena Nitti spettavano i compiti di laboratorio più difficili, che richiedevano maggior precisione e conoscenze tecniche. La Nitti è stata coautrice di tutti i lavori di Bovet e i due insieme scrissero e pubblicarono, nel 1948, anche Structure et activité pharmacodynamique des médicaments du système nerveux végétatif, considerata la "bibbia della farmacologia".
La Nitti, inoltre, all'ISS accolse e formò schiere di nuovi ricercatori e ricercatrici, insegnando loro il mestiere e impegnandosi in iniziative per il sociale: collaborò con l'Unione nazionale per la lotta all'analfabetismo e ad attività di interesse sociale, impegnandosi per il riscatto del Mezzogiorno d'Italia.
In seguito all'arresto di Domenico Marotta, nel 1964, Filomena Nitti lasciò l'ISS e si trasferì a Sassari, dove lavorò nella nuova sede del Consiglio Nazionale delle Ricerche (CNR). Successivamente, nel 1970, tornò a Roma, continuando a lavorare per il CNR fino al 1975.
Morì il 7 ottobre del 1994, a 85 anni, nella sua casa romana.

## Ricerca
Nei primi anni all'Istituto Pasteur, Filomena Nitti iniziò la sua ricerca di dottorato studiando l'effetto del veleno di alcuni serpenti, in particolare del cobra, e cercando rimedi. Subì una tale fascinazione per questi rettili che si rifiutò di indossare qualsiasi indumento o accessorio realizzato con la loro pelle. Dallo studio dell'azione emolitica del veleno del cobra, passò a esaminare l'effetto di altre tossine sul sangue e sugli organismi, in cerca di terapie e trattamenti efficaci.
Il suo lavoro, condotto con il fratello Federico e il marito Daniel Bovet, si ispirava a quello del premio Nobel Paul Ehrlich, padre della chemioterapia e a quei "proiettili magici": molecole in grado di colpire selettivamente il bersaglio, come un organismo patogeno, e ucciderlo, senza intaccare l'organismo ospite. I tre studiarono i sulfamidici, potenti chemioterapici antibatterici: nel corso della storia i sulfamidici saranno più volte preferiti alle penicilline, e viceversa, come antibiotici. Insieme al marito Daniel Bovet e al fratello Federico, Filomena Nitti scoprì che l'adrenalina, l'acetilcolina e l'istamina, tre ammine biogene, presentano analogie nella struttura chimica. I tre scoprirono che l'istamina è la principale responsabile delle reazioni allergiche e nel 1944 misero a punto la pirilamina, antagonista competitivo dell'istamina: in pratica il primo farmaco antistaminico.
All'Istituto Superiore di Sanità, i suoi studi si concentrarono su una serie di sostanze attive sul sistema nervoso centrale, anestetici e rilassanti muscolari, come i curari di sintesi e la succinilcolina. Per queste scoperte sui curari e gli antistaminici Daniel Bovet ricevette il Premio Nobel per la medicina e la fisiologia nel 1957. Premio da cui invece Filomena Nitti restò esclusa, nonostante fosse coautrice di questi lavori e buona parte del successo delle scoperte dipendesse proprio dalla precisione, dalla sua esperienza e abilità manuale. A lei furono affidati, per esempio, la messa a punto dell'apparecchio di Warburg a 24 bracci nanometrici, la preparazione del nervo frenico e del diaframma delle cavie di laboratorio (conigli): operazioni cruciali per la scoperta dell'azione miorilassante della succinilcolina, oggi utilizzata in terapia intensiva per l'intubazione tracheale.
Tali operazioni erano indicate da Bovet, in tono scherzoso e non denigratorio, come "ouverages de dames", "faccende da donna": Bovet non sarebbe stato in grado di eseguire le stesse procedure con tale precisione e manualità, per cui preferiva farle eseguire alla moglie. Buona parte del successo del laboratorio e degli esperimenti era dovuto proprio a questa divisione dei compiti. Il ruolo della Nitti era noto a tutti i colleghi di laboratorio e non solo, tanto che lo psichiatra italiano Ugo Cerletti, in occasione del Nobel, scriverà una lettera di congratulazioni rivolgendosi a entrambi i coniugi.
Filomena Nitti è stata una delle massime esperte di sostanze che agiscono sul sistema vegetativo e autrice con Bovet di Structure et activité pharmacodynamique des médicaments du système nerveux végétatif, del 1948, considerata la "bibbia della farmacologia" all'epoca.
Negli anni al CNR continuò a lavorare in laboratorio, focalizzandosi sul comportamento animale e la genetica. Tra i suoi lavori si ricorda Genetic aspects of learning and memory in mice, pubblicato su Science nel 1969 a firma sua, del nuovo assistente di laboratorio Alberto Oliverio, e con Daniel Bovet come autore principale, sui meccanismi genetici coinvolti nell'apprendimento e nella memoria nei topi.

## Opere
- D. Bovet, F. Nitti, A. Oliverio, Genetic aspects of learning and memory in mice, Science, 1969.
- D. Bovet e F. Nitti, Structure et activité pharmacodynamique des médicaments du système nerveux végétatif, Bâle 1948.